# Rhoptromyrmex schmitzi
Rhoptromyrmex schmitzi är en myrart som först beskrevs av Auguste-Henri Forel 1910.  Rhoptromyrmex schmitzi ingår i släktet Rhoptromyrmex och familjen myror. IUCN kategoriserar arten globalt som sårbar. Inga underarter finns listade i Catalogue of Life.